# Thelasis obtusa
Thelasis obtusa är en orkidéart som beskrevs av Carl Ludwig von Blume. Thelasis obtusa ingår i släktet Thelasis och familjen orkidéer. Inga underarter finns listade i Catalogue of Life.